# Gisulfo II di Salerno
Gisulfo II di Salerno (Salerno, 1030 circa – Sarno, 1090 o 1091) è stato un principe longobardo, ultimo principe di Salerno, dal 1052 al 1078, e duca di Amalfi, dal 1088 e il 1089.

## Biografia
Figlio e successore di Guaimario IV e Gemma, figlia di Landolfo di Capua, nelle cronache di Amato di Montecassino viene dipinto come un criminale e un delinquente. Di lui ci viene raccontato l'episodio "di una sfortunata vittima [un amalfitano] che Gisulfo teneva prigioniero in una gelida cella, al quale prima tolse l'occhio destro, poi ogni giorno un dito della mano e del piede. Egli [Amato] aggiunge che l'imperatrice Agnese – che stava soggiornando nel sud Italia – offrì personalmente centinaia di monete d'oro e un suo stesso dito come riscatto, ma le sue preghiere rimasero inascoltate".

### Nomina a co-reggente
Gisulfo partecipa fin da giovane alle conquiste del padre Guaimario IV, che nel 1035 conquista Sorrento e ne affida il ducato al fratello Guido, nel 1038 ottiene dall'imperatore Corrado II il Principato di Capua, mentre al suo alleato Rainulfo Drengot, normanno, viene attribuito il titolo di conte di Aversa con legame di vassallaggio verso Salerno. L'anno successivo Guaimario IV ottiene il riconoscimento della sovranità su Amalfi e nel 1040 su Gaeta, mentre il Duca di Napoli, Giovanni V, si riconosceva suo vassallo alla fine del 1041. Nel 1042, a richiesta dei suoi alleati normanni, approva l'elezione a conte di Puglia di Guglielmo Braccio di Ferro, ottenendo in cambio, l'anno successivo, l'acclamazione a Duca di Puglia e Calabria, in aperta opposizione alle rivendicazioni bizantine su quei territori.
Gisulfo II di Salerno, ancora giovanissimo, fu nominato co-reggente dal padre (1042), proprio mentre Guglielmo Braccio di Ferro, a Melfi, da tutti i Normanni era eletto Capo supremo e si rivolgeva a suo padre Guaimario ed a Rainulfo Drengot, Conte di Aversa, proponendo ad entrambi un'alleanza alla pari.
Guaimario offriva il riconoscimento ufficiale, con Rainulfo e Guglielmo si recava a Melfi e riuniva un'assemblea dei baroni Longobardi e Normanni, che terminava al principio del 1043. In questo parlamento generale, Guaimario riconfermò il titolo di Conte a Rainulfo e garantì agli Altavilla il dominio sulla Puglia, creando di fatto una nuova Contea affidata a Guglielmo. L'imperatore Enrico III convocò per il 3 febbraio 1047 la Conferenza di Capua, con Guaimario V di Salerno, e legittimò i possessi acquisiti dalle famiglie normanne: a Drogone d'Altavilla, successo al fratello Guglielmo, conferì l'investitura e lo rese suo vassallo e Conte di tutti i Normanni di Apulia e Calabria. L'Imperatore inoltre distaccò da Salerno il Principato di Capua e lo restituì al legittimo Pandolfo IV.
Il Papa Leone IX al principio di luglio 1051 dichiarò decaduta la Stirpe Longobarda in Benevento ed affidò ad un (proprio) Rettore il governo della Città. Qui il Pontefice convocò Drogone d'Altavilla e Guaimario V, affinché garantissero la sicurezza di Benevento ed impose il giuramento di sottomissione a Guaimario ed al genero, Drogone, il secondo Conte di Puglia. Il Papa si recò con Guaimario a Salerno.

### Assassinio del padre e successione
Guaimario restava il Principe Longobardo più potente del sud; Sovrano di Capua e di Salerno, comandava su Sorrento, Amalfi e Gaeta ed aveva come suoi Vassalli i Normanni di Aversa e dell'Apulia. Il potere gli procurò nemici e, tra il 2 ed il 3 giugno 1052, fu assassinato nel porto di Salerno da una congiura organizzata dai quattro cognati (Pandolfo figlio del Conte di Teano Pandolfo V di Capua ed i suoi fratelli), che erano stati spronati al delitto dai sostenitori amalfitani dei bizantini.
Essi rapirono il giovane Gisulfo II di Salerno, mentre sfuggì alla cattura il fratello di Guaimario, Guido, duca di Sorrento, che si rivolse a Melfi dalla sorella e dal marito di lei, Umfredo I d'Altavilla.
L'esercito dei Normanni accorse a Salerno, pose d'assedio la città, scacciò con Guido di Conza l'usurpatore al trono, Pandolfo III, e fece prigioniere le famiglie dei congiurati. Guido barattò il rilascio di questi con la liberazione di Gisulfo, che fu reso a suo zio. La città si arrese e Gisulfo II di Salerno fu riconosciuto legittimo principe da Guido e dai Normanni.

### Principe di Salerno
Il travagliato inizio del suo regno fu appena un'anticipazione del carattere del sovrano: Gisulfo II non abbandonò mai il rancore nei confronti degli Amalfitani, che avevano dato inizio alla congiura contro suo padre. Ereditò, invece, l'ingegno paterno.
Per ragioni sconosciute, Gisulfo prese in odio anche i Normanni di Aversa, da lui considerati dei barbari. Tutto il suo regno fu segnato dalla costante opposizione ad essi. La sua inimicizia nei confronti dei Normanni fu presto pagata a caro prezzo. Roberto il Guiscardo partì dal suo castello calabrese di San Marco e conquistò la città di Cosenza e numerose altre rocche vicine, tutte appartenenti al principato salernitano. Gisulfo scatenò presto anche l'ira del conte Riccardo I di Aversa, riuscendo a salvare il trono solo grazie all'alleanza con gli odiati Amalfitani.
Nel frattempo, le scorrerie di Guglielmo d'Altavilla, fratello del Guiscardo, lo costrinsero a concedere in moglie a quest'ultimo sua sorella Sichelgaita, ottenendo in cambio protezione (1058).
Successivamente, mandò un'altra sorella, Gaitelgrima, in sposa a Giordano, figlio di Riccardo, da poco assurto alla dignità di principe di Capua.
Nel 1062 è documentata la sua presenza a Costantinopoli, ospite del facoltoso mercante amalfitano Pantaleone, per chiedere al basileus Costantino sostegno e aiuto militare proprio contro il cognato Roberto e i suoi normanni.
Nel 1071, Gisulfo e Riccardo tolsero il proprio sostegno alla ribellione di Abelardo ed Ermanno d'Altavilla, nipoti di Roberto il Guiscardo, che insieme a numerosi altri principi minori si stavano sollevando contro l'autorità del Guiscardo nel ducato di Puglia.
L'insurrezione proseguì comunque, accrescendo ulteriormente l'irritazione del potente cognato di Gisulfo.

### Ultimi anni del Principato Longobardo
Gli ultimi anni del regno di Gisulfo II di Salerno furono segnati dall'incremento di atti pirateschi, perpetrati dalla sua flotta, soprattutto ai danni di Amalfi e Pisa. Proprio i mercanti pisani, chiamati al servizio di papa Gregorio VII per conto della contessa Matilde di Toscana, ebbero un tale attrito con Gisulfo che quest'ultimo fu mandato a Roma dal papa e l'esercito – riunito per marciare contro il dominio del Guiscardo - si disperse.
Essendosi alienato l'alleanza del pontefice, Gisulfo era ormai totalmente isolato e questo esponeva il principato di Salerno a gravi rischi di sopravvivenza. Nel maggio del 1076, infatti, le truppe di Riccardo di Capua e Roberto il Guiscardo, affiancate anche da amalfitani e longobardi rinnegati, misero sotto assedio la città. Ai suoi sudditi Gisulfo aveva saggiamente ordinato di tenere in riserva viveri e derrate alimentari sufficienti per due anni. In realtà, egli ne confiscò buona parte, insieme ai tesori delle chiese, per continuare a sostenere il suo stile di vita pieno di agi e di lusso, condannando la sua città a morire di fame.
Il 13 dicembre Salerno si arrese e il principe, insieme al suo seguito, si ritirò nella propria fortezza, dove resisté all'assedio fino a maggio del 1077, quando il castello cadde per mancanza di viveri. Per il principato longobardo di Salerno era la fine: tutte le terre furono occupate dai Normanni, le reliquie furono trafugate.
Gisulfo si rifugiò a Capua, dove cercò senza alcun successo di spingere Riccardo alla guerra contro Roberto. Il principe spodestato cercò allora riparo a Roma, dove comunicò al pontefice la rovina di Salerno. Tra la fine del 1084 ed i primi mesi del 1085 fu inviato in Francia con Pietro Igneo per raccogliere fondi necessari a sostenere la guerra del Papato contro lo schieramento imperiale. Tra il 1088 e il 1089 gli fu attribuito il titolo di duca di Amalfi.
Sulla sua fine, però, sono state reperite nel secolo scorso alcune informazioni grazie ai documenti conservati presso la badia di Cava de' Tirreni: da questi si scopre che la sorella Gaitelgrima, rimasta vedova del principe Giordano I di Capua, aveva sposato Alfredo, conte di Sarno, prendendo dimora in questo castello. Morto anche Alfredo, Gaitelgrima, contessa di Sarno, accolse nella sua fortezza il fratello esiliato, offrendogli cure e protezione.
Gisulfo II, ultimo principe longobardo di Salerno, morì dunque a Sarno tra il 1090 e il 1091 e fu sepolto nel castello di Gaitelgrima. La data di morte la si desume dal fatto che, come ha rivelato di recente un documento, nel 1091 Gaitelgrima elargì doni alla Badia di Cava dei Tirreni per suffragare l'anima del fratello.
Gisulfo II ebbe anche cinque figli: Pandolfo, Guaimario (V) - che fu in co-reggenza con Gisulfo -, Landolfo, Guido e Giovanni.

## Ascendenza
|                          |   |                          | Genitori                  |  |  | Nonni |  |  | Bisnonni               |  |  | Trisnonni           |  |
|                          |   |                          |                           |  |  |       |  |  | Giovanni II di Salerno |  |  | Lamberto di Spoleto |  |
|                          |   |                          |                           |  |  |       |  |  | Giovanni II di Salerno |  |  | Lamberto di Spoleto |  |
|                          |   | …                        |                           |  |  |       |  |  | Giovanni II di Salerno |  |  |                     |  |
| Guaimario III di Salerno |   |                          |                           |  |  |       |  |  | Giovanni II di Salerno |  |  |                     |  |
|                          |   | Sichelgaita              | …                         |  |  |       |  |  |                        |  |  |                     |  |
|                          |   | Sichelgaita              | …                         |  |  |       |  |  |                        |  |  |                     |  |
|                          |   | Sichelgaita              | …                         |  |  |       |  |  |                        |  |  |                     |  |
| Guaimario IV di Salerno  |   | Sichelgaita              |                           |  |  |       |  |  |                        |  |  |                     |  |
|                          |   | Pandolfo II di Benevento | Landolfo III di Benevento |  |  |       |  |  |                        |  |  |                     |  |
|                          |   | Pandolfo II di Benevento | Landolfo III di Benevento |  |  |       |  |  |                        |  |  |                     |  |
|                          |   | Pandolfo II di Benevento | …                         |  |  |       |  |  |                        |  |  |                     |  |
| Gaitelgrima di Benevento |   | Pandolfo II di Benevento |                           |  |  |       |  |  |                        |  |  |                     |  |
|                          |   | …                        | …                         |  |  |       |  |  |                        |  |  |                     |  |
|                          |   | …                        | …                         |  |  |       |  |  |                        |  |  |                     |  |
|                          |   | …                        | …                         |  |  |       |  |  |                        |  |  |                     |  |
| Gisulfo II di Salerno    |   | …                        |                           |  |  |       |  |  |                        |  |  |                     |  |
|                          | … | …                        |                           |  |  |       |  |  |                        |  |  |                     |  |
|                          | … | …                        |                           |  |  |       |  |  |                        |  |  |                     |  |
|                          | … | …                        |                           |  |  |       |  |  |                        |  |  |                     |  |
| Landolfo di Capua        | … |                          |                           |  |  |       |  |  |                        |  |  |                     |  |
|                          |   | …                        | …                         |  |  |       |  |  |                        |  |  |                     |  |
|                          |   | …                        | …                         |  |  |       |  |  |                        |  |  |                     |  |
|                          |   | …                        | …                         |  |  |       |  |  |                        |  |  |                     |  |
| Gemma di Capua           |   | …                        |                           |  |  |       |  |  |                        |  |  |                     |  |
|                          |   | …                        | …                         |  |  |       |  |  |                        |  |  |                     |  |
|                          |   | …                        | …                         |  |  |       |  |  |                        |  |  |                     |  |
|                          |   | …                        | …                         |  |  |       |  |  |                        |  |  |                     |  |
| …                        |   | …                        |                           |  |  |       |  |  |                        |  |  |                     |  |
|                          |   | …                        | …                         |  |  |       |  |  |                        |  |  |                     |  |
|                          |   | …                        | …                         |  |  |       |  |  |                        |  |  |                     |  |
|                          |   | …                        | …                         |  |  |       |  |  |                        |  |  |                     |  |
|                          |   | …                        |                           |  |  |       |  |  |                        |  |  |                     |  |